# René Guyot
René Guyot (1881) was een Belgisch schutter.

## Levensloop
Guyot nam deel aan de Olympische Zomerspelen van 1900 te Parijs. Aldaar behaalde hij zilver op het onderdeel 'trap'.